# John Marshall Hamilton

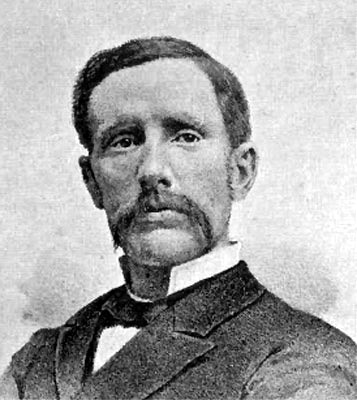
John Marshall Hamilton

John Marshall Hamilton (* 28. Mai 1847 in Ridgewood, Ohio; † 22. September 1905 in Chicago, Illinois) war ein US-amerikanischer Politiker der Republikanischen Partei und von 1883 bis 1885 der 18. Gouverneur von Illinois.

## Frühe Jahre
John Hamilton zog 1854 mit seiner Familie in die Gegend von Wenona in Illinois. Dort besuchte er auch die örtlichen Schulen. Als junger Mann nahm er als einfacher Soldat der Unionsarmee an der Endphase des Bürgerkriegs teil. Nach dem Krieg studierte er an der Ohio Wesleyan University. Danach wurde er Lehrer und sogar Professor für Latein an der Illinois Wesley University. Schließlich entschied er sich aber für eine juristische Laufbahn. Nach einem Jurastudium wurde er 1870 als Anwalt zugelassen. Daraufhin eröffnete er in Bloomington eine Kanzlei.

## Politischer Aufstieg
Hamiltons politische Karriere begann im Jahr 1876, als er in den Senat von Illinois gewählt wurde. Dieses Mandat übte er bis 1880 aus. In diesem Jahr wurde er von seiner Republikanischen Partei für das Amt des Vizegouverneurs nominiert. Nach der erfolgreichen Wahl trat er dieses Amt im Januar 1881 an. Als der amtierende Gouverneur Shelby Cullom im Februar 1883 von seinem Amt zurücktrat, um einen Sitz im US-Kongress zu übernehmen, rückte Hamilton an dessen Stelle.

## Gouverneur von Illinois
Hamiltons Amtszeit währte vom 16. Februar 1883 bis zum 30. Januar 1885. Als Gouverneur setzte er sich für eine Verbesserung des Bildungssystems ein. Damals wurde die gesetzliche Schulpflicht in Illinois eingeführt. Im Oktober 1883 wurde auf Drängen der Eisenbahnen in Illinois und den gesamten USA einheitliche Zeitzonen festgelegt. Gouverneur Hamilton musste sich auch mit Unruhen in einigen Bezirken des Landes auseinandersetzen. Außerdem wurde in seiner Amtszeit die Gelder für die Fertigstellung des Kapitols in Springfield bereitgestellt.

## Weiterer Lebenslauf
Nach dem Ablauf seiner Amtszeit war Hamilton als Anwalt in Chicago tätig. Dort ist er 1905 auch verstorben. Er war mit Helen William verheiratet, mit der er drei Kinder hatte. 